# Eggs and Bacon Bay
Eggs and Bacon Bay är en vik i Australien. Den ligger i delstaten Tasmanien, i den sydöstra delen av landet, omkring 44 kilometer sydväst om delstatshuvudstaden Hobart.
I omgivningarna runt Eggs and Bacon Bay växer i huvudsak städsegrön lövskog. Runt Eggs and Bacon Bay är det mycket glesbefolkat, med 2 invånare per kvadratkilometer. Genomsnittlig årsnederbörd är 920 millimeter. Den regnigaste månaden är juli, med i genomsnitt 114 mm nederbörd, och den torraste är februari, med 49 mm nederbörd.